# Josh Silver
Josh Silver (født 14. november  1962) er en amerikansk amerikansk tidligere keyboardspiller i det specielle doom/gothic-metalband Type O Negative. Josh Silver er i bandet kendt som den rolige person, da han ikke er ligeså muskuløs og rocker-udseende som de andre. Dog er han det andet medlem, og var som den første af medlemmerne med på at spille dyster doom/gothic-musik, efter idé af Peter Steele.